# Орашје (Власотинце)
Орашје је насеље у Србији у општини Власотинце у Јабланичком округу. Према попису из 2022. било је 728 становника.

## Демографија
У насељу Орашје живи 755 пунолетних становника, а просечна старост становништва износи 40,5 година (39,5 код мушкараца и 41,5 код жена). У насељу има 253 домаћинства, а просечан број чланова по домаћинству је 3,69.
Ово насеље је великим делом насељено Србима (према попису из 2002. године).
|  |

| Демографија | Демографија | Демографија |
| Година      | Становника  | Становника  |
| ----------- | ----------- | ----------- |
| 1948.       | 1.015       |             |
| 1953.       | 1.034       |             |
| 1961.       | 1.025       |             |
| 1971.       | 1.016       |             |
| 1981.       | 1.055       |             |
| 1991.       | 957         | 940         |
| 2002.       | 934         | 970         |
| 2011.       | 832         |             |
| 2022.       | 728         |             |

| Етнички састав према попису из 2002.‍ | Етнички састав према попису из 2002.‍ | Етнички састав према попису из 2002.‍ | Етнички састав према попису из 2002.‍ | Етнички састав према попису из 2002.‍ |
| ------------------------------------ | ------------------------------------ | ------------------------------------ | ------------------------------------ | ------------------------------------ |
|                                      |                                      |                                      |                                      |                                      |
| Срби                                 | Срби                                 |                                      | 933                                  | 99,89%                               |
| Црногорци                            | Црногорци                            |                                      | 1                                    | 0,10%                                |
| Бугари                               | Бугари                               |                                      | 1                                    | 0,0%                                 |

| Година пописа     | 1948. | 1953. | 1961. | 1971. | 1981. | 1991. | 2002. |
| ----------------- | ----- | ----- | ----- | ----- | ----- | ----- | ----- |
| Број домаћинстава | 166   | 179   | 209   | 229   | 233   | 244   | 253   |

| Број чланова      | 1  | 2  | 3  | 4  | 5  | 6  | 7 | 8 | 9 | 10 и више | Просек |
| ----------------- | -- | -- | -- | -- | -- | -- | - | - | - | --------- | ------ |
| Број домаћинстава | 29 | 53 | 43 | 45 | 33 | 35 | 9 | 3 | 2 | 1         | 3,69   |

| Пол    | Укупно | Неожењен/Неудата | Ожењен/Удата | Удовац/Удовица | Разведен/Разведена | Непознато |
| ------ | ------ | ---------------- | ------------ | -------------- | ------------------ | --------- |
| Мушки  | 386    | 85               | 280          | 20             | 1                  | 0         |
| Женски | 392    | 48               | 280          | 58             | 4                  | 2         |
| УКУПНО | 778    | 133              | 560          | 78             | 5                  | 2         |

| Пол    | Укупно                    | Пољопривреда, лов и шумарство | Рибарство                            | Вађење руде и камена | Прерађивачка индустрија       |
| ------ | ------------------------- | ----------------------------- | ------------------------------------ | -------------------- | ----------------------------- |
| Мушки  | 210                       | 37                            | 0                                    | 0                    | 53                            |
| Женски | 102                       | 27                            | 0                                    | 0                    | 47                            |
| УКУПНО | 312                       | 64                            | 0                                    | 0                    | 100                           |
| Пол    | Производња и снабдевање   | Грађевинарство                | Трговина                             | Хотели и ресторани   | Саобраћај, складиштење и везе |
| Мушки  | 4                         | 72                            | 5                                    | 1                    | 13                            |
| Женски | 0                         | 5                             | 6                                    | 3                    | 1                             |
| УКУПНО | 4                         | 77                            | 11                                   | 4                    | 14                            |
| Пол    | Финансијско посредовање   | Некретнине                    | Државна управа и одбрана             | Образовање           | Здравствени и социјални рад   |
| Мушки  | 0                         | 0                             | 14                                   | 5                    | 2                             |
| Женски | 0                         | 1                             | 1                                    | 7                    | 1                             |
| УКУПНО | 0                         | 1                             | 15                                   | 12                   | 3                             |
| Пол    | Остале услужне активности | Приватна домаћинства          | Екстериторијалне организације и тела | Непознато            | Непознато                     |
| Мушки  | 3                         | 0                             | 0                                    | 1                    | 1                             |
| Женски | 2                         | 0                             | 0                                    | 1                    | 1                             |
| УКУПНО | 5                         | 0                             | 0                                    | 2                    | 2                             |

## Познате личности
- Петар Станковић Љуба, генерал-мајор ЈНА и народни херој Југославије